# Marijan Čadež (meteorolog)
Marijan (Marjan) Čadež, slovenski meteorolog, * 7. september 1912, Gorica, † 28. avgust 2009, Ljubljana.

## Življenje in delo
Osnovno šolo in univerzo je obiskoval v Ljubljani. Iz matematike je diplomiral leta 1936. Profesorski izpit je napravil leta 1940 in leta 1942 doktoriral iz fizikalnih znanosti na Univerzi v Ljubljani z disertacijo Vpliv turbolenc na nastanek in razvoj inverzij ter na razvoj O-izoterm.  V letih 1938–1947 je kot gimnazijski profesor služboval v Prizrenu, Celju in Ljubljani. V letih 1947–1956 je delal v Zveznem hidrometeorološkem zavodu v Beogradu kot načelnik klimatološkega oddelka, pozneje pa kot upravnik Aerološkega observatorija. Sodeloval je pri ustanavljanju srednje hidrometeorološke šole v Beogradu, kjer je predaval različne meteorološke predmete. Leta 1956 je postal izredni in leta 1964 redni profesor na Prirodoslovno-matematični fakulteti Univerze v Beogradu (do upokojitve leta 1978). V tem času je bil tudi upravnik Zavoda za meteorologijo in klimatologijo, ki se je kasneje primenoval v Inštitut za meteorologijo, vodja katedre za meteorologijo ter od leta 1971 direktor Centra za atmosferske vede v Beogradu, ki je bil ustanovljen na njegovo pobudo. Po upokojitvi je bil honorarni profesor meteorologije na Univerzi v Skopju (Makedonija).   
Čadež velja za enega izmed utemeljiteljev sodobne meteorološke šole v Jugoslaviji. V domači in tuji literaturi je objavil več kot 100 znanstvenih in strokovnih del, predvsem iz dinamične meteorologije, dinamične klimatologije, termodinamike in dinamike. Napisal je več učbenikov, med njimi prvi univerzitetni učbenik te vrste v Jugoslaviji Uvod u dinamičku meteorologiju (Beograd, 1959) in izdal knjigo Fizika atmosfere. Bil je gostujoči predavatelj na tujih univerzah (Leipzig, Berlin, München, Darmstadt). V Beogradu je urejal Vestnik hidrometeorološke službe (1952–1956) in Zbornik meteoroloških i hidroloških radova (1969–1973). Po vojnih spopadih na področju nekdanje Jugoslavije se je vrnil v Slovenijo in se v zadnjih letih življenja vključil v slovenski meteorološki milje. Postal je častni član srbskega, kakor tudi slovenskega meteorološkega društva skupaj z nagrado za življenjsko delo (2007).   